# Йохансен, Кари Метте
Кари Метте Йохансен (нем. Kari Mette Johansen; род. 11 января 1979, Фредрикстад) — норвежская гандболистка, выступавшая на позиции левой крайней. Двукратная чемпионка Олимпийских игр.

## Клубная карьера
В молодости играла за любительские команды «Шеберг» и «Лислебю», пока не пришла в команду «Ларвик». С 1998 года на протяжении всей карьеры была бессменным игроком команды, завоевала 13 титулов чемпионки Норвегии, двух Кубков обладателей Кубков и одного Кубка Лиги чемпионов ЕГФ. В 2006 году вошла в тройку лучших гандболисток мира (первое место заняла немка Надин Краузе, второе — соотечественница Кари Гро Хаммерсенг). После сезона 2013/2014 объявила об уходе из гандбола.

### Карьера в сборной
Кари сыграла 203 игры за сборную Норвегии, забив 493 гола. Дебют состоялся 26 марта 2004 в матче против Испании. В активе Кари Метте четыре чемпионства Европы, чемпионство мира 2011 года и два олимпийских «золота»: Пекин-2008 и Лондон-2012.